# Parcul din satul Hincăuți
Parcul din satul Hincăuți, raionul Edineț, se află la 2–3 km de sat și la aprox. 12 km nord de centrul raional Edineț. Are o suprafață de 27 ha (astăzi ocupă doar 5 ha) și este o arie protejată din Republica Moldova, reprezentând un monument de arhitectură peisagistică. Se află în administrarea Universității Pedagogice „Ion Creangă” din Chișinău.

## Istoric

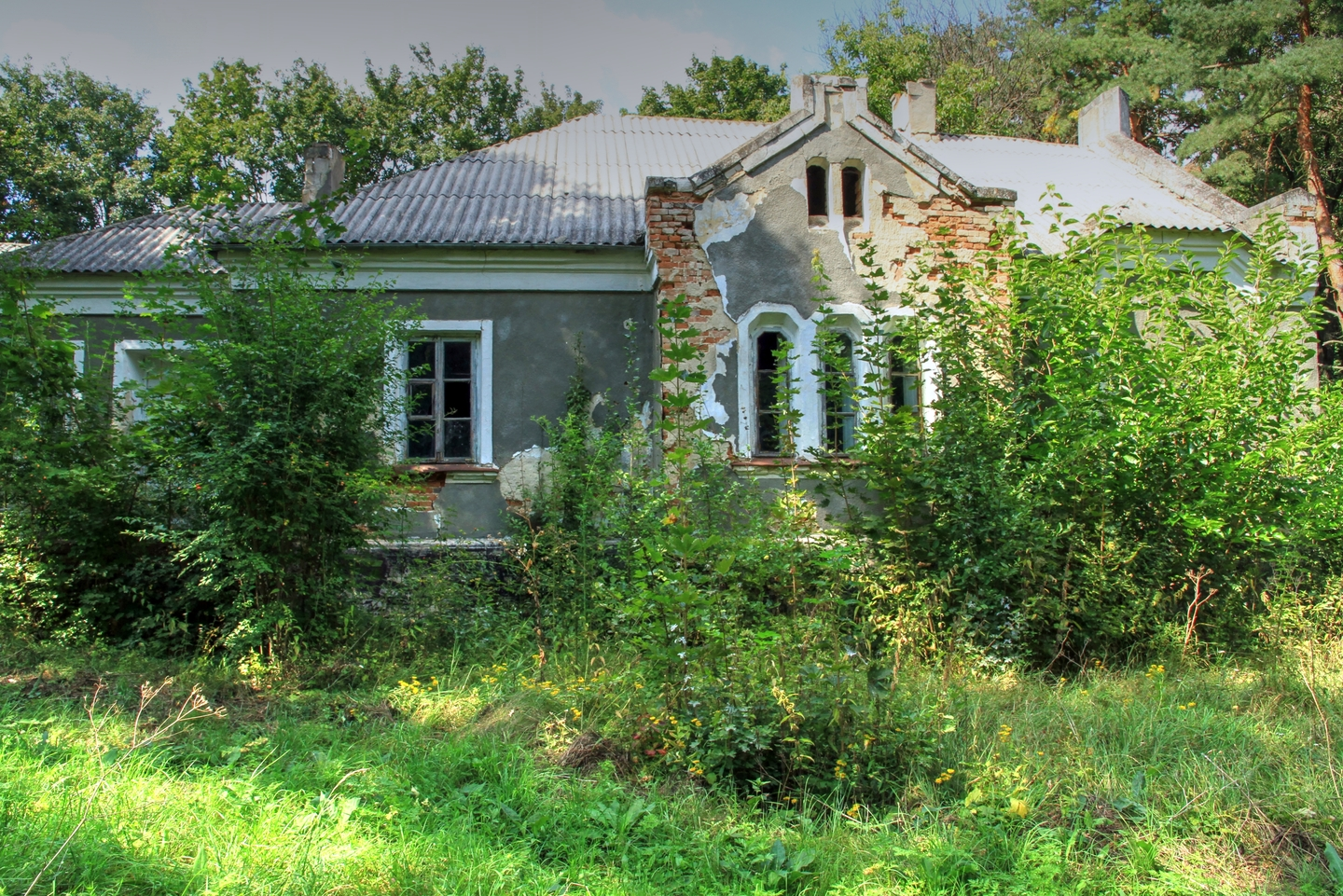
Fațada conacului

Se presupune că un moșier cu nume necunoscut, apropiat de familia Cantacuzino, a cumpărat în anii 1850–1860 un lot de 500 ha de teren arabil de la moșia satului Hincăuți și câteva zeci de hectare de pădure de stejar în apropierea satului. La dispoziția sa, pădurea de 150–180 de ani a fost defrișată și vândută constructurilor de corăbii din Imperiul Rus; totuși, câțiva stejari au fost lăsați în picioare, pentru a servi ca bază pentru viitorul parc.
Astfel, în locul pădurii a fost înființat un conac, cunoscut drept conacul familiei Cantacuzino din Poiana, și un parc natural în stil landșaft, amplasat pe o pantă de deal orientată spre est, cu un lac în vale. Se pare că boierul și-a cheltuit toate finanțele pentru construirea acestui parc, deoarece pentru a-l finisa acesta a luat credit de la bancă. Întrucât nu a reușit să ramburseze împrumutul, fiind perioadă de criză economică, boierul s-a sinucis și a fost înmormântat nu departe de conac, la umbra unui stejar bătrân, alături de soacra sa. Soția văduvă s-a căsătorit cu un boier pe nume Șneider, care se presupune că a rambursat definitiv împrumutul.
De-a lungul timpului, conacul și parcul au adăpostit o tabără de pionieri, o casă de copii și un sanatoriu pentru bolnavii de tuberculoză.
În 1998, conform anexelor atașate la legea proaspăt promulgată a ariilor protejate din Republica Moldova, parcul se afla la balanța Sanatoriului Ftiziatric al Ministerului Sănătății. La un anumit moment, proprietatea i-a revenit primăriei satului Hincăuți, iar în 2005 parcul a fost achiziționat de Universitatea Pedagogică de Stat „Ion Creangă” din Chișinău. Responsabilii de la universitate doreau să deschidă în acest loc un centru pedagogic, însă planurile au rămas nerealizate. La fel, cel puțin până în 2013, aceștia nu au efectuat niciodată lucrări de amenajare a conacului sau a parcului.

## Descriere

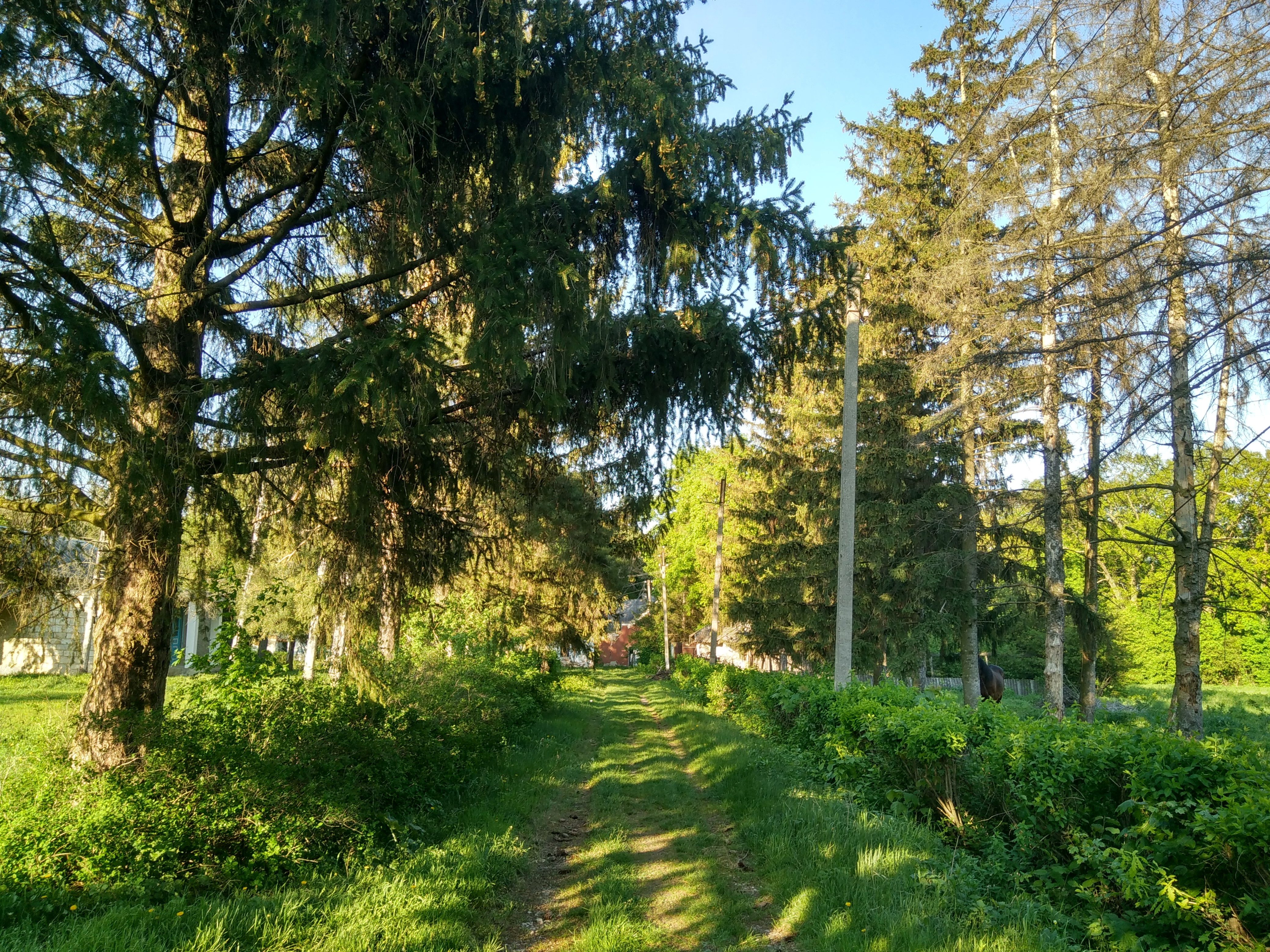
Aleea principală

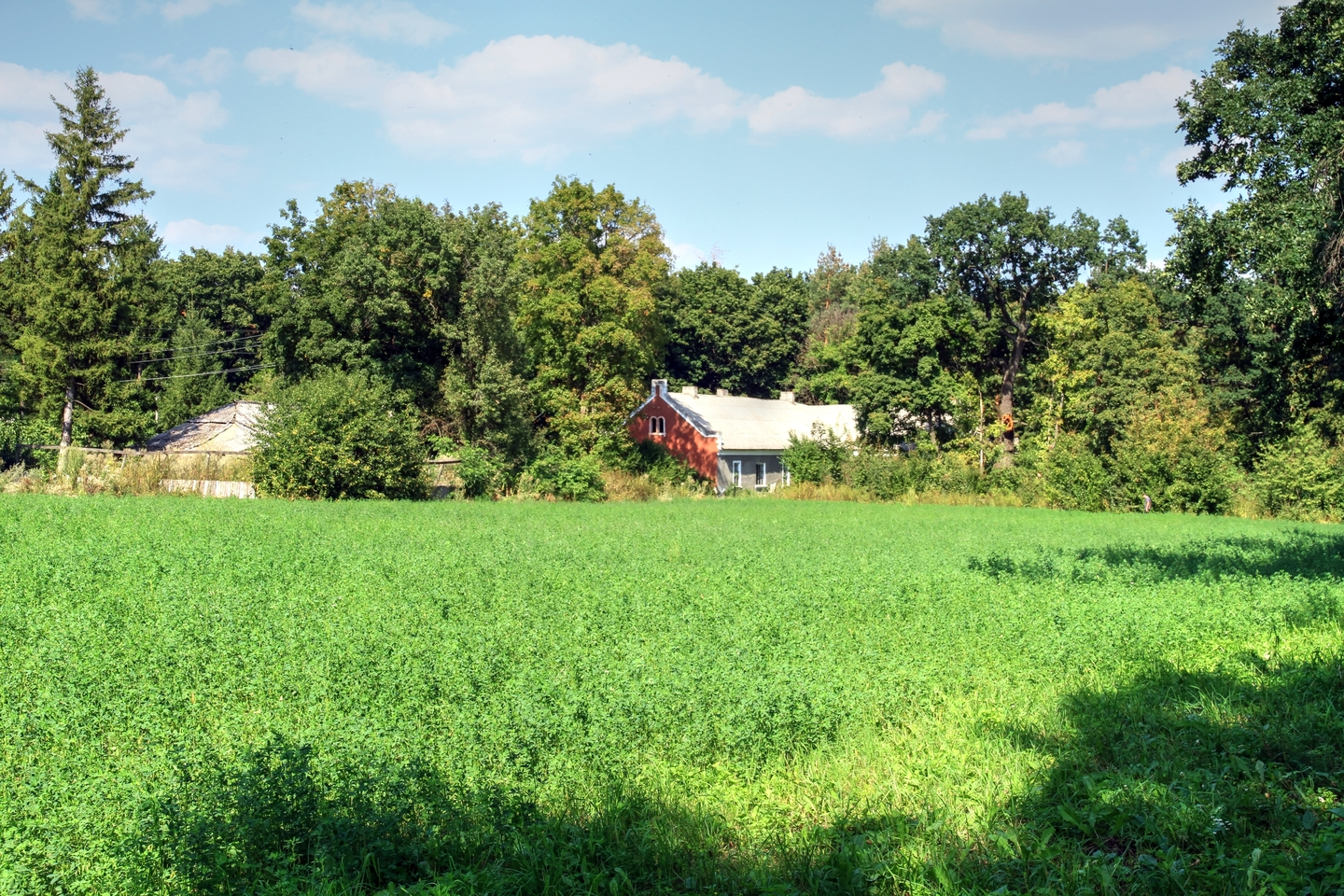
Vedere dinspre latura de sud a parcului

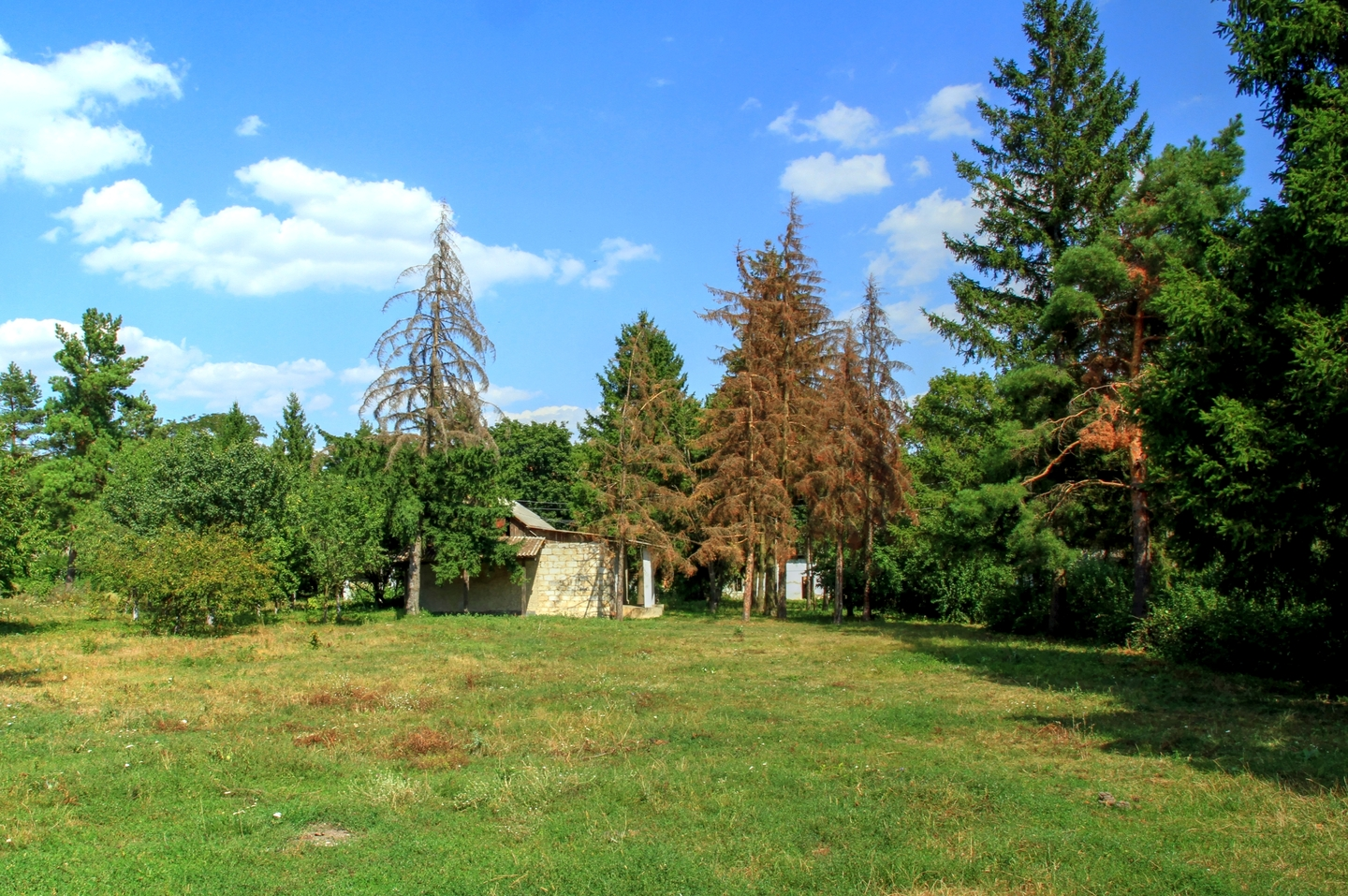
Cei opt pini din spatele conacului

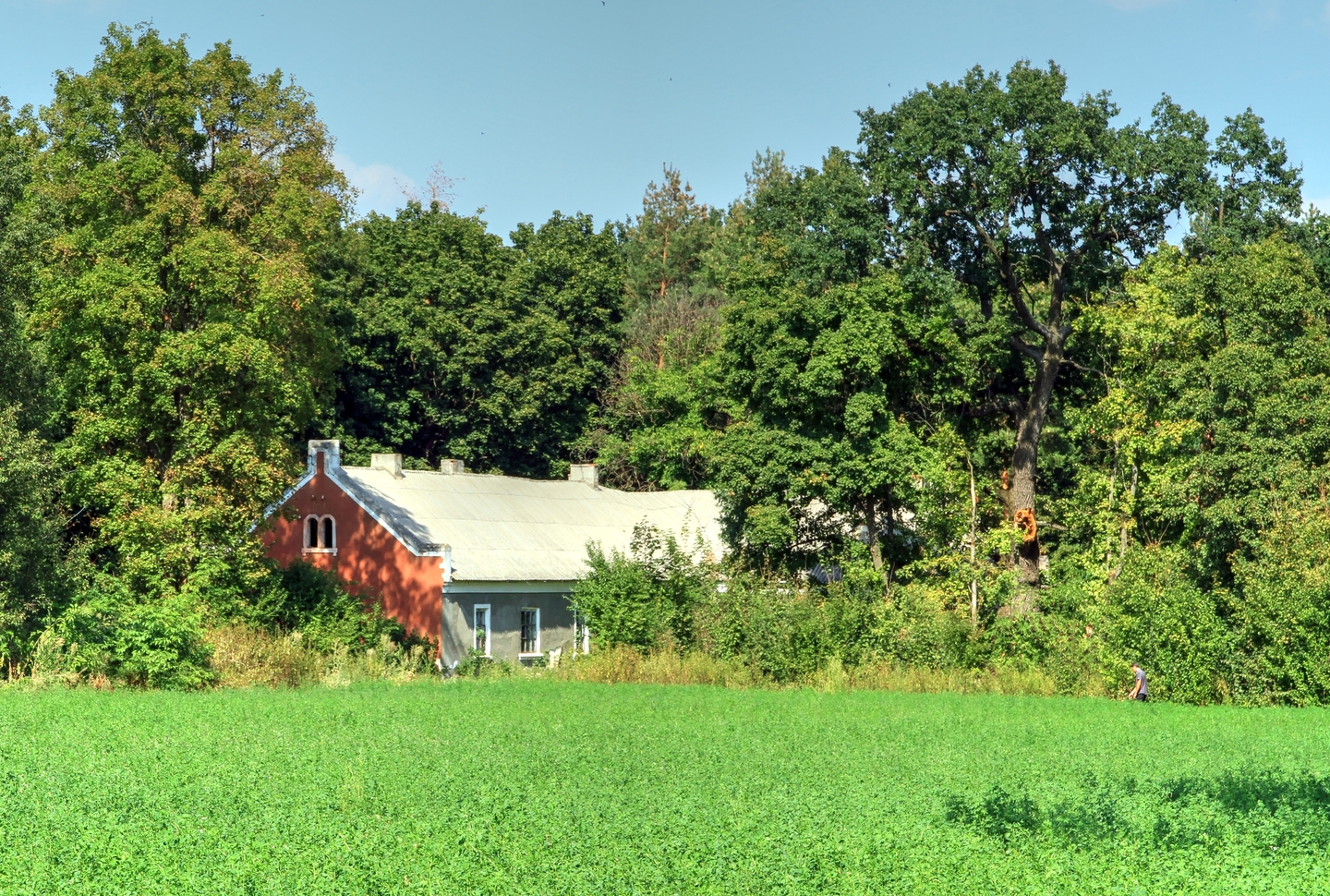
În partea dreaptă: unul din stejarii de lângă mormânt

Parcul este un exemplu de arhitectură peisagistică realistă, unde elementul principal este natura. Stejarii din pădurea originală au contribuit la redarea planimetriei conacului și la organizarea compozițională și planimetrică a parcului propriu-zis.
Într-un studiu din 1960, se remarca intrarea în parc ca fiind marcată de un rând de plopi giganți (Populus alba) și, în partea de nord, un rând de molizi obișnuiți (Picea excelsa), aceștia din urmă fiind deja defrișați în '60. Până în anii 2010, au dispărut și plopii. În locul arborilor dispăruți au fost sădiți brazi.
La 30 metri de la conac, în partea stângă, cresc doi stejari mari, cu înălțimea de aprox. 22 m și grosimea trunchiului de 1,5–1,8 m, datați din 1630–1660, la rădăcinile cărora se află mormântul primului stăpân. În spatele conacului este amplasat un grup de 8 pini, iar în partea dreaptă a acestuia — arbori de paltin și pin negru. De aici, spre nord-est, se întinde aleea principală, mărginită de paltini de câmp și jugaștri, sădiți în două rânduri. Aleea principală conduce la o poiană, de la care pornesc alte alei în diferite direcții: una spre lac, alta spre marginea de sud a parcului. Parcul este străbătut de o rețea inelară de alei, care divizează poiana principală conducând în diferite direcții.
Pe malul lacului au fost plantate plante de Salix alba. Lacul, în prezent, este înnămolit și acoperit de stuf.
Stejarii seculari sunt grupați în marginea de sud-est a parcului și, în măsură mai mică, în centrul acestuia. Mijlocul parcului găzduiește specii autohtone, ca paltinul, teiul și ulmul, iar hotarele parcului specii mai decorative și mai rare.

### Dendroflora
În parc a început să se dezvolte flora autohtonă, care afectează speciile străine și riscă să transforme teritoriul într-o pădure obișnuită. Speciile Populus alba și Ginkgo biloba sunt deja pe cale de dispariție.
Lista speciilor de plante lemnoase din parcul Hincăuți este prezentată în tabel.
| Nomenclatura binară                    | Denumirea populară          | Proveniență geografică        |
| -------------------------------------- | --------------------------- | ----------------------------- |
| Conifere                               |                             |                               |
| Abies nordmanniana Spach.              | Brad de Caucaz              | Caucazul de vest              |
| Biota orientalis Endl.                 | Biota, tuia orientală       | China de nord-vest            |
| Picea excelsa Link.                    | Molid obișnuit              | Europa de vest                |
| Pinus sylvestris L.                    | Pin obișnuit                | Europa, Siberia               |
| Pinus strobus L.                       | Pin moale, neted            | America de Nord               |
| Plante cu flori                        |                             |                               |
| Acer campestre .                       | Jugastru                    | Europa de est                 |
| Acer negundo .                         | Arțar american              | America de Nord               |
| Acer platanoides .                     | Paltin de câmp              | Europa (până la Ural)         |
| Acer platanoides f. schwedleri Nicols. | Paltin de câmp f. Schwedler |                               |
| Acer pseudoplatanus L.                 | Paltin de munte             | Europa de vest, Caucaz        |
| Aesculus hippocastanum L.              | Castan porcesc              | Munții Greciei                |
| Betula verrucosa Ehrh.                 | Mesteacăn pufos             | Europa de est                 |
| Cotoneaster lucidus Schlecht           | Bârcoace                    | Siberia de vest               |
| Cornus sanguinea L.                    | Sânger                      | Europa de vest și de est      |
| Crataegus monogyna Jacq.               | Păducel                     | Caucaz, Crimeea, Moldova      |
| Ginkgo biloba L.                       | Ginco                       | China, Japonia                |
| Elaeagnus angustifolia L.              | Salcie mirositoare          | Caucaz, Asia Mijlocie         |
| Euonymus europeae L.                   | Salbă moale                 | Europa                        |
| Juglans nigra L.                       | Nuc negru                   | America de Nord               |
| Laburnum anagyroides Med.              | Salcâm galben               | Europa de vest                |
| Lonicera tatarica L.                   | Caprifoi tătăresc           | Europa de est                 |
| Malus prunifolia (Willd.) Borkh.       | Măr prunifoliu              | China de nord                 |
| Padus racemosa (Lam.) Gilib.           | Mălin obișnuit, timpuriu    | Europa de est, Caucaz         |
| Padus serotina (Ehrh.) Gilib.          | Mălin ammerican             | America de Nord               |
| Philadelphus pubescens Lois.           | Lămâița                     | America de Nord               |
| Populus alba L.                        | Plop alb                    | Europa, Asia Mijlocie, Caucaz |
| Populus pyramidalis Rozier.            | Plop piramidal              | Himalaya                      |
| Ptelea trifoliata L.                   | Ptelea                      | America de Nord               |
| Rosa canina L.                         | Măcieș                      | Europa, Asia                  |
| Salix alba L.                          | Salcie albă                 | Europa, Asia                  |
| Spiraea vanhouttei (Briot.) Z bl.      | Spirea                      | proveniență hibridă           |
| Symphoricarpos albus (L.) Blake.       | Cârmâz                      | America de Nord               |
| Syringa vulgaris L.                    | Liliac                      | Balcani                       |
| Swida alba (L.) Opiz.                  | Sânger tătăresc             | Siberia, Orientul Îndepărtat  |
| Tilia americana L.                     | Tei american                | America de Nord               |
| Tilia cordata Mill.                    | Tei cu frunza mică          | Europa și Siberia de vest     |
| Tilia tomentosa Moench.                | Tei argintiu                | Europa de sud-est             |
| Ulmus laevis Pall.                     | Ulm                         | Europa de vest până la Ural   |